# Літературно-художній музей (Старий Крим)
Літературно-мистецький музей Старого Криму — установа культури Автономної Республіки Крим, що знаходиться в місті Старий Крим за адресою вул. Свободи, 17. Наразі входить у склад Музею-заповідника «Кіммерія М. А. Волошина».

## Загальні відомості
Музей створений у ході реорганізації на базі історико-краєзнавчого музею і заповідника «Старий Крим». Пізніше музей був перейменований у Літературно-мистецький. Відкриття музею відбулося 26 липня 1991 року.
Директор-засновник музею Надія Семенівна Садовська.
Музей займає будівлю, побудовану у другій половини XIX століття у стилі південноросійського класицизму. На фронтоні будівлі збереглася табличка з текстом: «Застраховано у Варшавській громаді. Установа. 1870 року». Можливо, спочатку будинок належав купцю і меценату Якову Куркузаку, можливо — родичам І. С. Тургенєва. У результаті будівля зайняла міське купецьке зібрання, після — учительську семінарію. Під час Другої світової війни окупаційні володарі розмістили тут гестапо, а після визволення будівлю зайняли міськкоми комуністичної партії та комсомолу. З 1980-х років їх змінив новий хазяїн — дитячий сад. Старокримському історико-літературному музею будівлю передали 1996 року. У 2001 році музей увійшов до складу заповідника «Кімерія М. О. Волошина».